# Ebaeides palawanicola
Ebaeides palawanicola là một loài bọ cánh cứng trong họ Cerambycidae.